# Xã Weiser, Quận Kidder, Bắc Dakota
Xã Weiser (tiếng Anh: Weiser Township) là một xã thuộc quận Kidder, tiểu bang Bắc Dakota, Hoa Kỳ. Năm 2010, dân số của xã này là 34 người.